# Пројекат Артичока
Пројекат Артичока (такође познат и као Операција Артичока) је био пројекат који је развила и спровела Централна обавештајна агенција Сједињених Држава (ЦИА) у сврху истраживања метода испитивања.
Првобитно познат као Пројекат Плава птица (Project Bluebird), Пројекат Артичока је званично настао 20. августа 1951. године и њиме је управљала Канцеларија за научну обавештајну службу ЦИА-е. Основни циљ пројекта је било утврђивање да ли се особа може нехотице натерати да покуша да изврши атентат. Пројекат је такође проучавао ефекте хипнозе, присилне зависности од (и каснијег одвикавања од) морфијума и других хемикалија, као што је ЛСД, како би се изазвала амнезија и друга могућа рањива стања код испитаника.
Пројекат Артичока је наследио Пројекат МКУлтра, који је почео 1953.

## Опис
Пројекат Артичока је био програм контроле ума који је прикупљао информације заједно са обавештајним одељењима војске, морнарице, ваздухопловства и ФБИ-ја . Поред тога, обим пројекта је наведен у меморандуму од јануара 1952. године у коме сенаводи следеће питање: „Можемо ли остварити контролу над појединцем до тачке у којој ће он вршити наше наредбе против своје воље, па чак и против основних закона природе, као што је самоочување?"
Пројекат Артичока је био тајни шифровани назив Централне обавештајне агенције за спровођење експеримената у земљи и иностранству користећи ЛСД, хипнозу и потпуну изолацију као облике физиолошког узнемиравања за потребе испитивања над људским субјекатима. У почетку су испитивачи користили кокаин, марихуану, хероин,пејот и мескалин, али су све више видели ЛСД као наркотик који највише обећава. Испитаници који су напустили овај пројекат били су замагљени амнезијом, што је резултирало погрешним и нејасним сећањима на искуство. Године 1952. ЛСД се све више давао агентима ЦИА-е без њиховог знања да би се утврдили ефекти наркотика. Један запис каже да је агент ЦИА-е држан на ЛСД-у 77 дана.
Артичока је истраживала потенцијал денга грознице и других болести. Декласификовани меморандум о артичоки гласио је: „Не морају сви вируси бити смртоносни... циљ укључује оне који делују као краткорочни и дугорочни агенси који онеспособљавају”.
ЦИА је имала почетна трвења које ће одељење преузети спровођење операције. Коначно, одлучено је да то надгледа агент из истраживачког особља ЦИА, бивши бригадни генерал америчке војске Пол Ф. Гејнор. ЦИА је настојала да успостави контролу над оним што је сматрала „слабијим“ и „мање интелигентним“ сегментима друштва, или над потенцијалним агентима, пребегима, избеглицама, ратним заробљеницима и другима. У извештају ЦИА-е се наводи да ако хипноза успе, могу бити створени потенцијални атентатори „угледног [редигованог] политичара или, ако је потребно, америчког званичника“. Прекоморска истраживања су се одвијале на локацијама широм Европе, Јапана, југоисточне Азије и Филипина. Окупљени су тимови за управљање овим истраживањиа и речено им је да „спроводе оперативне експерименте у прекоморским базама користећи ванземаљце као субјекте“.